# قسم آواجيق الشمالي الريفي (مقاطعة تشالدران)
قسم آواجيق الشمالي الريفي (بالفارسية: دهستان آواجیق شمالی) هي منطقة سكنية تقع في Dashtaki District في إيران. يقدر عدد سكانها بـ 2,877 نسمة .